# Parforholdsspil
Parforholdsspil er spil, hvor man spiller to og to sammen som partnere i et parforhold. Nogle af spillene er ment som hjælp til at kommunikere om parforholdet uden decideret at være terapi, mens andre spil mere er tænkt som underholdning, hvor det er parforholdet som spilmekanisme, der er i centrum. 
| Spil | Spire Denne artikel om spil eller lege er en spire som bør udbygges. Du er velkommen til at hjælpe Wikipedia ved at udvide den. |